# Theodor Thomsen
Pour les articles homonymes, voir Thomsen.
Theodor Thomsen est un skipper allemand né le 20 mars 1904 à Kiel et mort le 14 mai 1982.

## Biographie
Theodor Thomsen participe en 6 Metre aux Jeux olympiques d'été de 1936 et termine sixième. Il participe aussi aux Jeux de 1952 à Helsinki, où il remporte avec Erich Natusch et Georg Nowka la médaille de bronze en classe Dragon. Dans la même classe, il termine dixième aux Jeux olympiques de 1956.